# Raïon de Temnikov
Le raïon de Temnikov (en russe : Те́мниковский райо́н, en erzya : Чополтбуе, Čopoltbuje, en moksha : Темникавонь аймак, Temnikavoń ajmak) est un raïon de la république de Mordovie, en Russie.

## Géographie
D'une superficie de 1 936,8 km2, le raïon de Temnikov est situé au nord-ouest de la république de Mordovie à la frontière de l'oblast de Nijni Novgorod et de l'oblast de Riazan.
Un affluent de l'Oka, la rivière Mokcha, traverse son territoire d'est en ouest.
Dans le nord du raion, une partie importante du territoire (32 000 hectares) est occupée par les forêts de la réserve d'État de Mordovie (ru).

## Économie
L'économie du raïon est représentée principalement par les entreprises agricoles et agroalimentaires.

## Démographie
La population du raïon de Temnikov a évolué comme suit:
| 1970   | 1979   | 1989   | 2002   |
| ------ | ------ | ------ | ------ |
| 37 207 | 31 516 | 27 053 | 21 172 |

| 2005   | 2009   | 2011   | 2015   |
| ------ | ------ | ------ | ------ |
| 19 839 | 17 797 | 17 151 | 15 101 |

| 2020   | - | - | - |
| ------ | - | - | - |
| 13 006 | - | - | - |

## Galerie

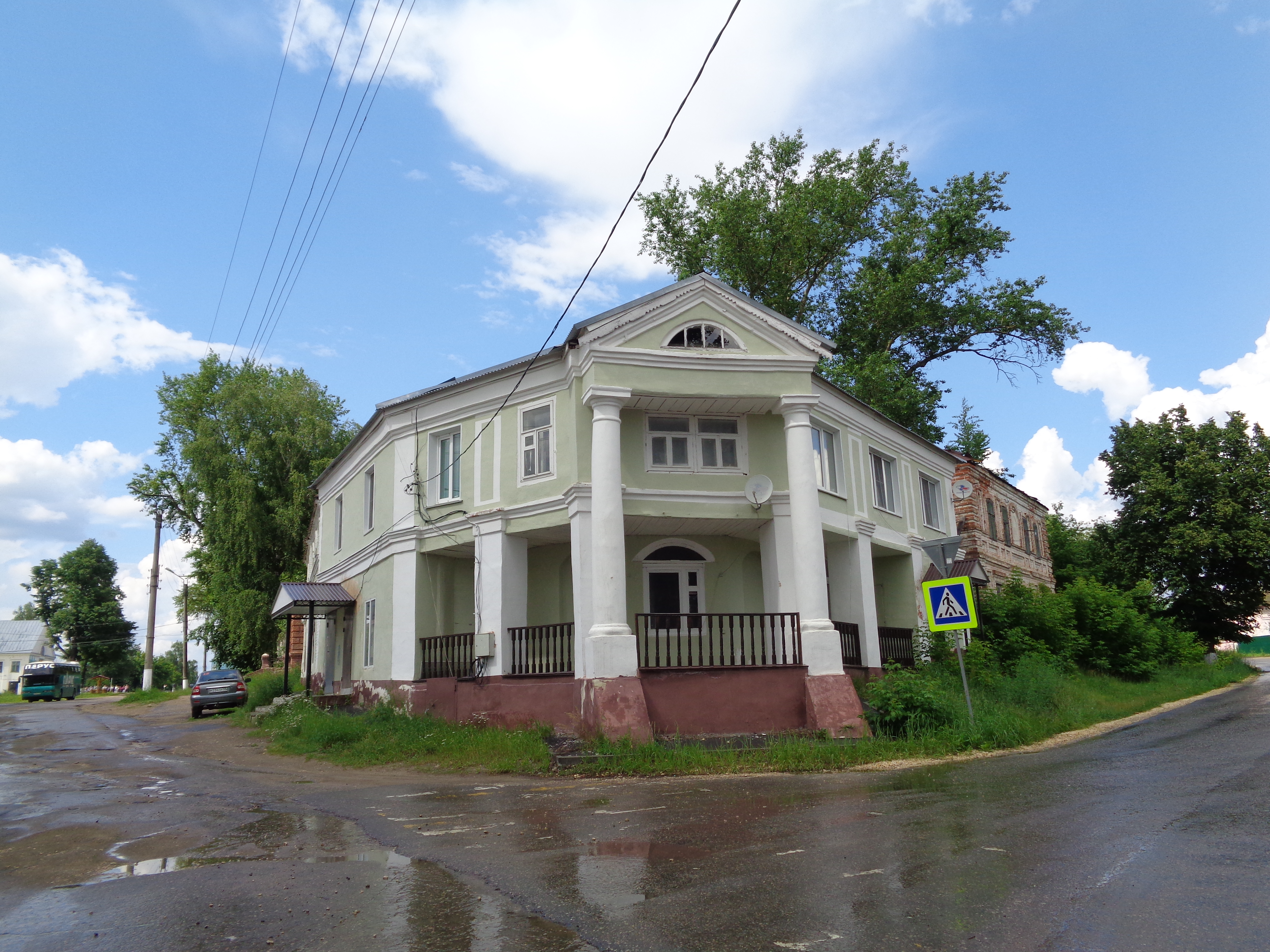
Musée des traditions locales.
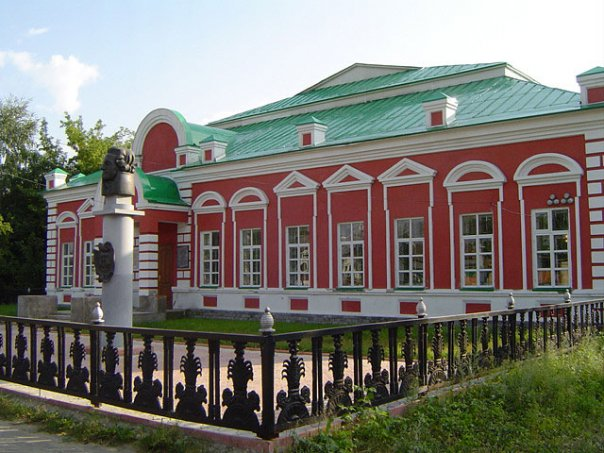
Bâtiment à Temnikov.
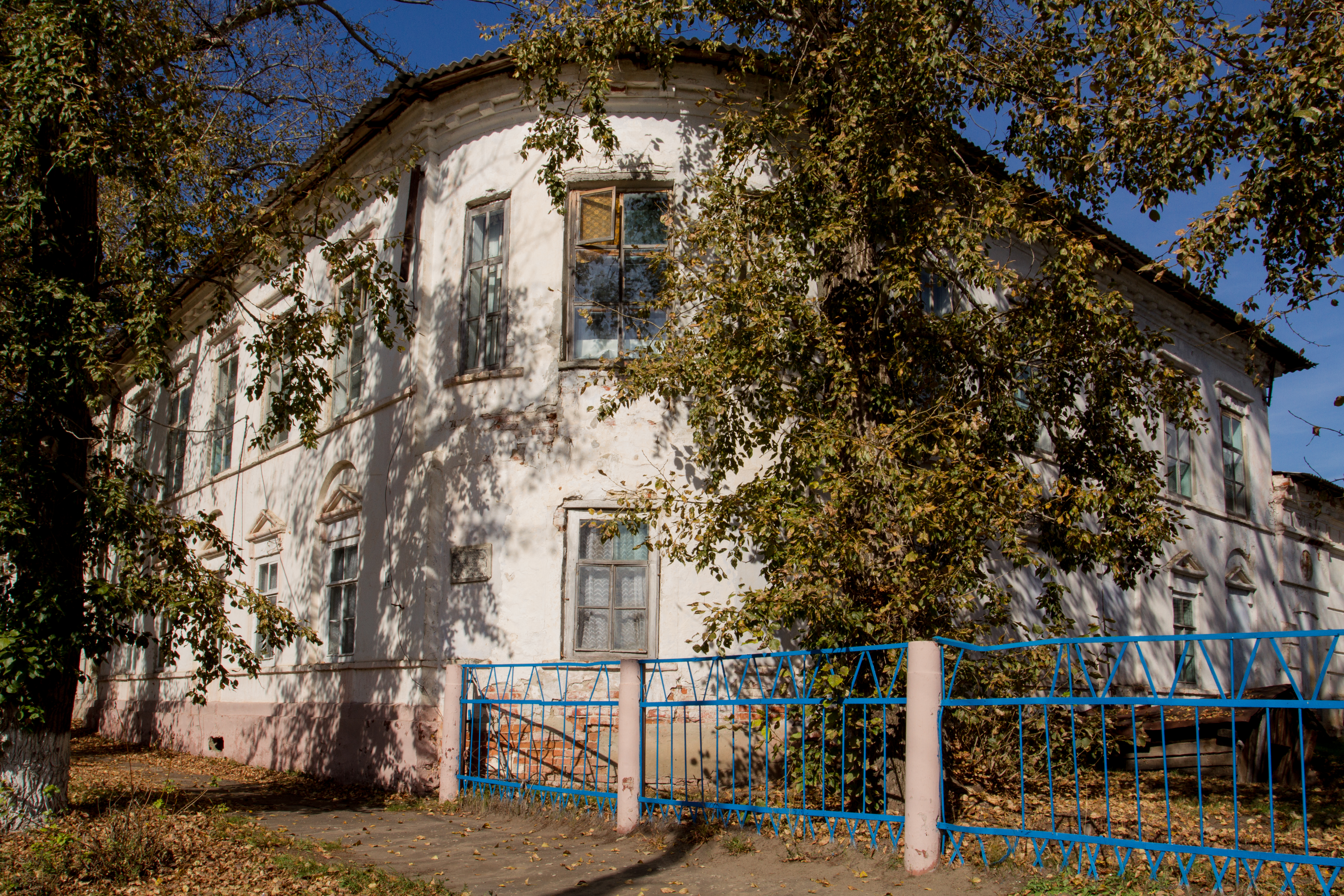
École à Temnikov.
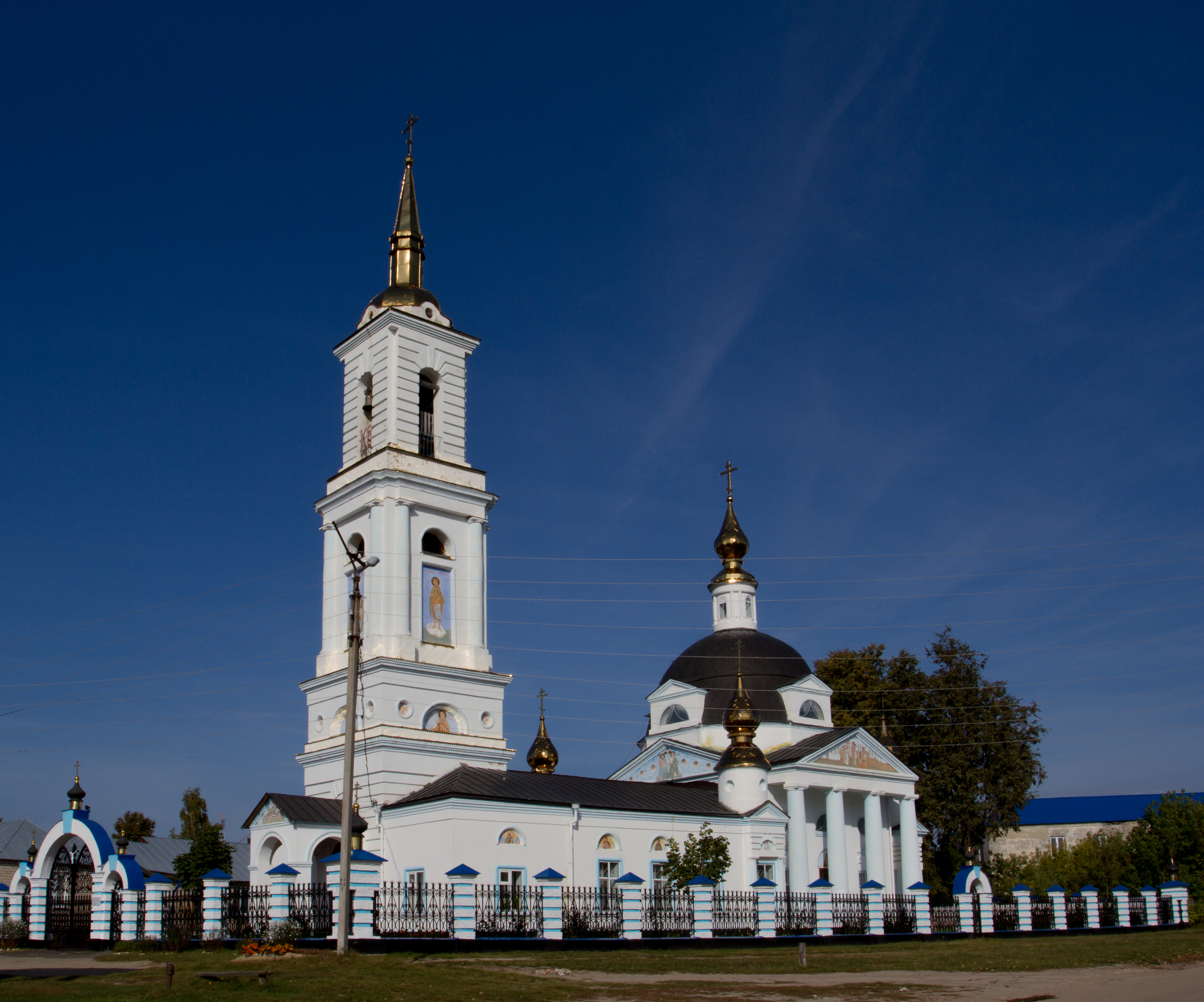
Église de l'Assomption.